# 蔡测海
蔡测海（1954年—），男，土家族，湖南龙山人，中国作家，湖南省作家协会副主席，中国作家协会全国委员会委员。